# پطرس پاشا غالی
پطرس پاشا غالی(به عربی: بطرس باشا نیروز غالی) رئیس‌الوزرای مصر از سال ۱۹۰۸ تا ۱۹۱۰ یعنی مصادف با کوران حوادث مشروطه در ایران بود. وی در سال ۱۸۴۶م متولد شد و در سال ۱۹۱۰ م توسط ابراهیم ناصف وردانی عضو حزب وطنی، به قتل رسید. در همین سال سید عبدالله بهبهانی از رهبران مشروطه ایران نیز به قتل رسید. پطرس غالی دبیر کل سازمان ملل متحد، از اقوام وی است. بوتروس قالی به تحصیل عربی ، ترکی ، فارسی ، انگلیسی و فرانسوی پرداخت.

## زندگی‌نامه
پطرس غالی در سال ۱۸۴۶ در خانواده‌ای مسیحیان قبطی در روستای کیمان العاروس از روستاهای بنی سویف ، مصر به دنیا آمد. پدر وی غالی نیروز ، مباشر شاهزاده مصطفی فاضل بود. پطرس غالی به تحصیل زبان‌های عربی ، ترکی ، فارسی ، انگلیسی و فرانسوی پرداخت.